# Eugen Sigg
Eugen Sigg-Bächthold (16 gennaio 1898 – 29 dicembre 1994) è stato un canottiere svizzero.

## Palmarès

### Olimpiadi
- 2 medaglie:
  - 1 oro (Parigi 1924 nel quattro con)
  - 1 bronzo (Parigi 1924 nel quattro senza)

### Europei
- 2 medaglie:
  - 2 ori (Como 1923 nel quattro con; Zurigo 1924 nel quattro con)